# هاري هوش
هاري هوش (بالإنجليزية: Harry Hoch)‏ هو محامي أمريكي، ولد في 9 يناير 1887 في وودسايد في الولايات المتحدة، وتوفي في 26 أكتوبر 1981 في لويس في الولايات المتحدة.

## وصلات خارجية
- هاري هوش على موقعبيزبول رفرنس.كوم (الدوري الرئيسي) (الإنجليزية)
- هاري هوش على موقعبيزبول رفرنس.كوم (الدوري الثانوي) (الإنجليزية)